# Ґуйджалі-Тапе
Ґуйджалі-Тапе (перс. گویجعلی‌تپه) — село в Ірані, входить до складу дехестану Баш-Калах у Центральному бахші шахрестану Урмія провінції Західний Азербайджан.